# COSAG
COSAG（COmbined Steam And Gas turbine、コンバインド・スチーム・アンド・ガスタービン）とは、蒸気タービンとガスタービンエンジンを組み合わせた複合推進方式のこと。

## 概要

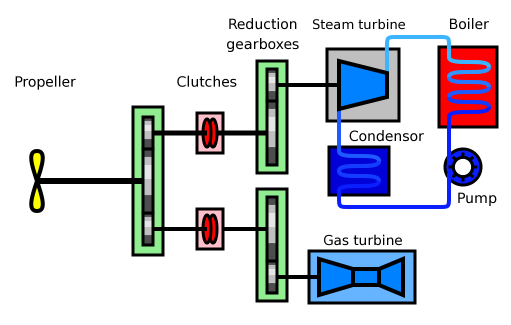
COSAG

低速・巡航時は蒸気タービンにより航行を行い、高速航行時にはガスタービンエンジンを併用する方式。
ガスタービンエンジンは低速・巡航時の効率が悪いため、このような方式が採用された。しかしながら、低速・巡航時用の機関としては蒸気タービンよりもディーゼルエンジンのほうがさらに効率が高い事や、蒸気タービンは揮発性の高い燃料との相性が悪く、ガスタービンと燃料を統一した場合に問題となるため、採用例は少ない。

## 採用例
- イギリス海軍
  - カウンティ級駆逐艦
  - 82型駆逐艦
  - 81型（トライバル級）フリゲート